# 의정부여자중학교
의정부여자중학교(議政府女子中學校)는 대한민국 경기도 의정부시 가능동에 있는 공립 중학교이다.

## 학교 연혁
- 1955년 4월 27일 : 3년제 양주여자중학교 3학급 신설인가
- 1955년 5월 25일 : 의정부시 의정부1동 252번지에서 개교
- 1956년 7월 19일 : 초대 홍순희 교장 취임
- 1958년 3월 20일 : 제1회 졸업식 거행(62명)
- 1963년 4월 1일 : 의정부시 가능1동 208번지로 학교 이전
- 1969년 10월 1일 : 의정부여자중학교로 교명 변경
- 1970년 3월 1일 : 중·고등학교로 분리
- 1987년 3월 3일 : 42학급 학칙 변경인가(산특 6학급)
- 2002년 12월 1일 : 신관건축
- 2009년 2월 26일 : 체육관 준공(BTL사업)
- 2010년 2월 28일 : 교과교실 완공(수학교실 2, 영어교실 2, 과학교실 2)
- 2011년 3월 1일 : 31학급 편성(특수 1학급 포함)
- 2011년 3월 1일 : 경기도교육청 혁신학교 지정(배움의 공동체 운영)
- 2019년 2월 28일 : 교사동 리모델링(하늘관, 한울관)
- 2019년 6월 20일 : 식당 신축 완료
- 2020년 3월 1일 : 의정부혁신교육지구 브랜드교육 미래학교 운영교
- 2022년 3월 1일 : 제23대 김현주 교장 취임
- 2023년 1월 5일 : 졸업생 131명 (총 27,622명)
- 2023년 3월 1일 : 입학생 107명

## 참고 자료
- 의정부여자중학교 - 한국교육학술정보원 학교알리미